# نيشان راية العمل
نيشان راية العمل ((بالبولندية: Order Sztandaru Pracy)‏) جائزة حكومية في بولندا خلال حقبة القرن العشرين لجمهورية بولندا الشعبية، وهي دولة ماركسية لينينية سابقة.
تأسست من قبل مجلس النواب (غرفة البرلمان البولندي) يوم 2 يوليو عام 1949. تم تقديمه تقديراً لـ «الإنجازات الفريدة للأمة والوطن». في عام 1960، تم تغيير معايير الحصول على هذه الجائزة إلى «إنجازات خاصة لبناء الاشتراكية في جمهورية بولندا الشعبية».
تم منح الأمر أيضًا للمؤسسات وتم منحه تلقائيًا لعمال المناجم بعد 20 عامًا من العمل المتفاني.

## التعيين
حتى عام 1960 تم منحها للأفراد والشركات والمؤسسات والوحدات الإقليمية لإنجازاتهم في المجالات التالية:
- الصناعة والزراعة والنقل والبناء والتجارة والدولة والتعاونيات والمالية وغيرها من قطاعات الاقتصاد الوطني من أجل ترشيد وتحسين أساليب العمل وترشيد العمل؛
- التربية والعلم والثقافة والفن.
- الدفاع عن الوطن.
- الصحة والثقافة الجسدية للأمة؛
- خدمة عامة.

منذ عام 1960 تم منحها للأفراد والشركات والمؤسسات والوحدات الإقليمية الذين قدموا خدمة استثنائية لبناء الاشتراكية في جمهورية بولندا الشعبية، لا سيما في المجالات:
- للاقتصاد الوطني، ولا سيما القيادة المثابرة والهادفة في مكان العمل؛ من أجل تحسين التنظيم والعمل، وزيادة الإنتاجية والابتكار وإدخال التقدم التكنولوجي؛
- الأنشطة الاجتماعية والخدمة الوطنية.
- التربية والعلم والثقافة والفن.
- الصحة وتنمية الثقافة البدنية؛
- تعزيز الدفاع.

## علامات
- الشارة عبارة عن صليب خماسي الأذرع مع ميدالية مطلية باللون الأزرق في المنتصف مع شخص يحمل علمًا أحمر على الوجه وبالأحرف الأولى "PRL" على ظهره. العلامة فضية للفئة الثانية وذهبية للفئة الأولى.
- الشريط أحمر مع خطين بني على الجانبين.